# Microrregión de Manaos
La microrregión de Manaos es una de las microrregiones del estado brasileño del Amazonas perteneciente a la mesorregión del Centro Amazonense. Está dividida en siete municipios.

### Municipios
| Microrregión | Código | Municipios        |
| ------------ | ------ | ----------------- |
| Manaos       | 007    | Autazes           |
| Manaos       | 007    | Careiro           |
| Manaos       | 007    | Careiro da Várzea |
| Manaos       | 007    | Iranduba          |
| Manaos       | 007    | Manacapuru        |
| Manaos       | 007    | Manaquiri         |
| Manaos       | 007    | Manaos            |